# Pave Sisinnius
Sisinnius (650 – 4. februar 708) var pave fra 15. januar til sin død i 708. Med kun 21 dage som pave er han den person, der har haft posten i femte kortest tid.
Han blev født i Syrien, og hans far hed Johannes. De meget beskedne donationer i hans korte tid som pave (42 pund uld og 310 pund sølv, en brøkdel af private donationer til andre paver på denne tid) tyder på, at han ikke var fra aristokratiet.
Sisinnius blev valgt under det byzantinske pavedømme. Han efterfulgte Pave Johannes 7. efter tre måneders sede vacante. He was consecrated around 15 January 708.
Sisinnius var pave i kun 20 dage. Ifølge Catholic Encyclopedia, "selvom han var så plaget af gigt, at han ikke kunne spise selv, siges han alligevel at have haft en stærk karakter, og har været i stand til at tage godt vare på byen". Blandt hans få handlinger som pave var udnævnelse af en biskop fra Korsika. Han beordrede også at der skulle "brændes kalk for at restaurere dele" af bymuren omkring Rom. Reparationerne, der blev planlagt af Sisinnius blev fuldført af Pave Gregor 2.
Sisinnius blev begravet i Basilica Sancti Petri, en kirke der stod, hvor Peterskirken senere blev opført. Han blev efterfulgt efter to måneder af Pave Konstantin 1.. Konstantin, der også var syrer, var sandsynligvis Sisinnius' bror.